# بنجامين كوفمان (عسكري)
بنجامين كوفمان (بالإنجليزية: Benjamin Kaufman)‏ هو عسكري أمريكي، ولد في 10 مارس 1894 في بوفالو في الولايات المتحدة، وتوفي في 5 فبراير 1981 في ترنتون في الولايات المتحدة.